# Epimarptis isolexa
Epimarptis isolexa är en fjärilsart som beskrevs av Edward Meyrick 1931. Epimarptis isolexa ingår i släktet Epimarptis och familjen skärmmalar. Inga underarter finns listade i Catalogue of Life.